# 退回证券
退回证券（back-bond），也翻译作具結、反担保、赔偿保证书、退还担保证书，是一种附认购权证的债券经执行转换权利后所换得的新债券。在苏格兰法律系统中，它是对另一契据的条款进行限定的契据，或对另一契据的目的进行声明的契据。因此，一种表面上的绝对处分，由一种退回证券加以限定，可以表示被处置的人实际享有的权利的有限性质，这在英格兰被称为“信托契书”（deed of trust）。